# Joma-myeon
Joma-myeon (koreanska: 조마면)  är en socken i den centrala delen av Sydkorea, 200 km sydost om huvudstaden Seoul. Den ligger i kommunen Gimcheon i provinsen Norra Gyeongsang. 